# Gutei

Il Vicino Oriente antico nel 3000 a.C. ca. con la localizzazione dei Gutei, Gutium in numerico

I Gutei furono un popolo dell'antica Mesopotamia, originario del Luristan (in sumero: 𒄖𒌅𒌝𒆠, Gu-tu-umki o 𒄖𒋾𒌝, Gutium), sui monti Zagros.
Poco o nulla si sa della loro origine, le fonti antiche riportano che avevano uno stile di vita nomade, ma non esiste una cultura materiale gutea immediatamente riconoscibile e le uniche attestazioni della lingua gutea sono gli antroponimi indicati nella lista reale sumerica.

## Storia
La potenza dei Gutei si accrebbe tra la fine del III e gli inizi del II millennio a.C.; infatti, essi salirono al potere intorno al 2150 a.C. (cronologia bassa) abbattendo l'Impero accadico e permettendo così ai Sumeri (che erano stati sottomessi dagli Accadi) di vivere una rinascita. Sotto i deboli regni dei successori di Naram-Sin, i Gutei approfittarono delle lotte dinastiche e delle rivolte delle province e, chiamati in aiuto da queste ultime, sconfissero l'esercito accadico e distrussero la capitale Agade (regno di Shar-kali-sharri, intorno al 2175 a.C. secondo la cronologia recente), impadronendosi della Mesopotamia settentrionale.
I nuovi governanti erano però di cultura nomade e non in grado di gestire la complessa organizzazione statale. In particolare lasciarono deteriorarsi i canali di irrigazione indispensabili per il mantenimento della produzione agricola e la regione decadde economicamente. Progressivamente si andarono assimilando agli Accadi.
Nel frattempo, nella Mesopotamia meridionale, Uruk era dominata dalla sua quarta dinastia, Ur (nella quale venne promulgato proprio in questo periodo il primo codice di leggi scritte della storia) dalla sua seconda dinastia e Lagash ebbe un momento di splendore sotto il regno di Gudea (intorno alla 2150 a.C.), il quale fece erigere una maestosa e preziosa statua per proteggere i raccolti.
I Gutei regnarono sulla Mesopotamia settentrionale con 21 re, di cui sono stati tramandati 18 nomi: l'ultimo di essi fu Tirigan, sconfitto dal re Utukhegal che fondò la quinta dinastia di Uruk.

## Re dei Gutei
Secondo la lista reale sumerica, «Nell'esercito dei Gutei, all'inizio non c'era nessun re famoso; avevano i loro propri re e dominarono così per tre anni».
Le durate dei regni elencati per la gran parte del periodo guteo sono relativamente brevi e uniformi.
| Re                            | Date di regno proposte (cronologia bassa) | Note |
| ----------------------------- | ----------------------------------------- | --- |
| Erridupizir                   | circa 2141–2138 a.C.                      | Iscrizione reale a Nippur |
| Imta o Nibia                  | circa 2138–2135 a.C.                      | |
| Inkishush                     | circa 2135–2129 a.C.                      | Primo re guteo della Lista reale sumerica                                                                                            |
| Zarlagab o Nikillagab         | circa 2129–2126 a.C.                      | |
| Shulme                        | circa 2126–2120 a.C.                      | Fu sconfitto in battaglia e catturato dal sovrano Shar-Kali-Sharri, per poi essere rilasciato alla morte di questi                   |
| Silulumesh o Elulumesh        | circa 2120–2114 a.C.                      | Tentò senza successo di conquistare la città di Akkad                                                                                |
| Inimabakesh                   | circa 2114–2109 a.C.                      | |
| Igeshaush                     | circa 2109–2103 a.C.                      | |
| Yarlagab o Laarab             | circa 2103–2088 a.C.                      | Fu il primo re guteo a conquistare la città di Akkad, distruggendola (la rase al suolo tanto che ancor oggi non è stata individuata) |
| Ibate                         | circa 2088–2085 a.C.                      | |
| Yarla o Yarlangab o Iarlagash | circa 2085–2082 a.C.                      | Fu il primo sovrano guteo a regnare su Uruk                                                                                          |
| Kurum                         | circa 2082–2081 a.C.                      | |
| Apilkin                       | circa 2081–2078 a.C.                      | |
| La-erabum o Lasirab           | circa 2078–2076 a.C.                      | Iscrizione su testa di mazza |
| Irarum                        | circa 2076–2074 a.C.                      | |
| Ibranum                       | circa 2074–2073 a.C.                      | |
| Hablum                        | circa 2073–2071 a.C.                      | |
| Puzur-Suen                    | circa 2071–2064 a.C.                      | Figlio di Hablum |
| Yarlagan                      | circa 2064–2057 a.C.                      | Iscrizione di fondazione a Umma; Contemporaneo di Nammakhni, re di Umma                                                              |
| Si'um or Si'u                 | ca. 2057–2050 a.C.                        | Iscrizione di fondazione a Umma; Contemporaneo di Lugalannatum, re di Umma                                                           |
| Tirigan                       | ca. 2050–2050 a.C.                        | Sconfitto da Utukhegal di Uruk dopo soli 40 giorni di regno                                                                          |